# Bruno Oscar Schmidt
Bruno Oscar Schmidt (* 6. Oktober 1986 in Brasília) ist ein brasilianischer Beachvolleyballspieler. Er wurde 2015 Weltmeister und 2016 Olympiasieger.

## Karriere
Bruno spielte zunächst Volleyball in der Halle. Da ihm die Position des Zuspielers nicht gefiel, wechselte er zum Beachvolleyball. Er wurde 2005 mit Vinícius de Almeida Santos Neunter der U21-Weltmeisterschaft in Rio de Janeiro. Ein Jahr später gewann er mit Pedro Solberg den Wettbewerb in Mysłowice. 2007 bildete er ein Duo mit João Maciel. Nach einem neunten und fünften Platz bei den Challenger-Turnieren in Brünn und Zypern gewannen Bruno/Maciel das Satellite-Turnier in Lausanne. Bei den Fortaleza Open spielte sie ihr erstes Turnier der FIVB World Tour. 2008 unterlagen sie bei drei Open-Turnieren in der „Country Quota“ und wurden 17. in Barcelona. Es folgten ein vierter Platz beim Challenger in Brünn und eine Finalteilnahme beim Lausanne Satellite. Anschließend kamen Bruno/Maciel als Siebte der Marseille Open erstmals bei der World Tour in die Top Ten. Das gelang ihnen auch bei ihren ersten Grand Slams in Gstaad und Klagenfurt. In Kristiansand unterlagen sie erst im Finale den Spaniern Herrera/Mesa. Anschließend wurden sie noch Siebte auf Mallorca und Vierte in Guarujá. Bei der Weltmeisterschaft 2009 in Stavanger kamen sie als Gruppenzweite in die erste Hauptrunde, die sie gegen die Letten Samoilovs/Sorokins verloren. Auf der World Tour wurden sie Fünfte in Marseille und Stare Jabłonki sowie dreimal Neunte.
Auf der World Tour 2010 spielte Bruno mit Benjamin Insfran. Bei ihrem ersten gemeinsamen Auftritt erreichten Bruno/Benjamin in Brasília den dritten Rang. Danach belegten sie den fünften Platz in Shanghai und drei neunte Plätze, bevor sie in Prag erneut Fünfte wurden. Dieses Ergebnis erzielten sie auch in Marseille und Kristiansand. Bei ihrem letzten FIVB-Turnier des Jahres kamen sie ins Finale, in dem sie sich den US-Amerikanern Jennings/Wong geschlagen geben mussten. Zu Beginn der World Tour 2011 wurden sie Siebte in Brasília und Neunte in Peking. Bei der WM in Rom erreichten sie als Gruppenzweite das Achtelfinale, in dem sie gegen die Polen Fijałek/Prudel ausschieden. Nach dem fünften Platz beim Grand Slam in Moskau trennten sich ihre Wege vorübergehend. Den Rest der Saison absolvierte Bruno mit seinem früheren Partner João Maciel. Die besten Ergebnisse erzielte das Duo dabei mit dem neunten Platz in Québec und dem vierten Rang in Klagenfurt.
2012 waren Bruno und Benjamin wieder vereint. Bei allen Turnieren, in denen sie ins Hauptfeld kamen, erzielten sie auf der World Tour 2012 Top-Ten-Ergebnisse. Sie wurden Vierte in Shanghai, jeweils Fünfte in Moskau und Gstaad sowie dreimal Neunte. Beim Grand Slam in Stare Jablonki belegte Bruno mit Thiago Santos Barbosa den fünften Platz. In der Saison 2013 spielte Bruno mit Pedro Solberg. Nach einem fünften Platz in Fuzhou kamen sie ins Finale des Grand Slam in Shanghai, das sie gegen Gibb/Patterson verloren. Sie wurden Vierte in Corrientes und gewannen anschließend den Grand Slam in Den Haag gegen Samoilovs/Šmēdiņš. In Rom belegten sie den dritten Rang. Bei der WM in Stare Jabłonki reichte es in der Vorrunde nur zum dritten Platz, aber dann gelangten Bruno/Pedro mit zwei Siegen ins Viertelfinale, in dem sie sich im Tiebreak den späteren Weltmeistern Brouwer/Meeuwsen geschlagen geben mussten. Beim nächsten Grand Slam in Gstaad verloren sie das Finale gegen ihre Landsleute Filho/Ricardo. Danach belegten sie dreimal in Folge den neunten Platz, bevor sie in São Paulo das Finale gegen Dalhausser/Jennings für sich entschieden. Ihr letztes gemeinsames Ergebnis war ein dritter Rang in Durban.
2014 bildete Bruno ein neues Duo mit Alison Cerutti, das im März die Südamerikaspiele in Santiago de Chile gewann und bei den Fuzhou Open gleich ins Finale gegen die Italiener Nicolai/Lupo kam. Außer in Shanghai kamen Alison/Bruno auf der World Tour 2014 immer in die Top Ten. Sie wurden unter anderem Dritter in Berlin und unterlagen in Gstaad erst im Finale gegen Dalhausser/Rosenthal. Im Endspiel des Grand Slam in Klagenfurt gelang ihnen die Revanche gegen Nicolai/Lupo. Auf der nationalen Tour spielte Bruno noch einige Turniere mit Luciano Ferreira de Paula. Die Saison 2015 begann für Alison/Bruno mit einem vierten Platz in Moskau. Nach dem 17. Rang beim Poreč Major wurden sie zweimal Neunte. Bei der WM in den Niederlanden gaben sie bis zum Finale nur einen Satz ab. Das Endspiel gewannen sie in drei Sätzen gegen die Niederländer Nummerdor/Varenhorst. Alison wurde damit zum zweiten Mal Weltmeister. Anschließend gewannen Alison/Bruno nacheinander das Gstaad Major sowie die Grand Slams in Yokohama, Long Beach und Olsztyn. Auch das World Tour Final entschieden sie mit einem Sieg gegen Dalhausser/Lucena für sich. Damit wurden sie World Tour Champion und erhielten außerdem die Auszeichnung als „Team of the Year“.
Zu Beginn der Saison 2016 gewannen Alison/Bruno nach einem fünften Rang in Rio de Janeiro die Vitória Open im Finale gegen Nicolai/Lupo. Die Endspiele der Grand Slams in Moskau und Olsztyn verloren sie gegen Nummerdor/Varenhorst und die Letten Samoilovs/Šmēdiņš. Der nächste Turniersieg gelang ihnen in Poreč gegen das österreichische Duo Doppler/Horst. Als Weltmeister waren sie für die Olympischen Spiele in Rio gesetzt. Dort wurden sie trotz einer Niederlage gegen Doppler/Horst Gruppensieger. Mit Siegen gegen Herrera/Gavira, Dalhausser/Lucena und die Niederländer Brouwer/Robert Meeuwsen kamen sie ins Endspiel, das sie mit 2:0 gegen Nicolai/Lupo gewannen. Zum Saisonabschluss konnten Alison/Bruno in Toronto ihren Vorjahressieg beim World Tour Final wiederholen. Bei der WM 2017 in Wien landeten die Brasilianer lediglich auf Platz neun. Nachdem auch auf der World Tour die bisherigen großen Erfolge ausblieben, trennten sich Alison und Bruno im Mai 2018. Danach spielte Bruno bis Januar 2019 erneut an der Seite von Pedro Solberg und seitdem mit Evandro. Bei den Olympischen Spielen in Tokio wurden Evandro/Bruno Schmidt Neunte.
2022 spielte Bruno an der Seite von Saymon Barbosa Santos. Bei der WM in Rom wurden Bruno/Saymon Fünfte. Beim anschließenden Elite16 in Gstaad erreichten sie das Halbfinale.

## Familie
Brunos Großvater Oswald Schmidt war Deutscher und floh vor dem Zweiten Weltkrieg nach Brasilien. Sein Onkel ist der historisch wohl erfolgreichste brasilianische Basketballspieler Oscar Schmidt. Ein weiterer Onkel ist der Sportmoderator Tadeu Schmidt.